# Willa „Radogoszcz”
Willa „Radogoszcz” – zabytkowa willa w Grodzisku Mazowieckim zlokalizowana przy ulicy Henryka Sienkiewicza 31. Obecnie budynek willi pełni funkcje kulturalne.

## Historia
Willę zbudował Zacharij Puciato, carski naczelnik powiatu sochaczewskiego, w 1889 roku. Wówczas willa znajdowała się wśród pól uprawnych oraz sadów, a niedaleko niej znajdował się staw i źródełko. W późniejszych latach willa często zmieniała właściciela. 
Po II wojnie światowej w budynku ulokowało się Stowarzyszenie Miłośników Sztuki, w którym lekcje prowadzili m.in. Jan Skotnicki czy Feliks Dzierżanowski. W latach 50. XX wieku w budynku otwarto sklep z artykułami AGD „Predom”. W latach 70. XX wieku wokół willi wybudowano bloki mieszkalne, nazywane grodziskim Manhattanem. 
W 1989 roku willa została przejęta przez gminę. Po remoncie w willi ulokowano Galerię Etnograficzną, w 2019 roku uruchomiono kino „Wolność”.